# Rhédey Klára
Radák Istvánné Rhédey Klára (Kolozsvár, 1809. július 27. – Kolozsvár, 1868. január 14.) erdélyi grófi család lánya, aki vagyonát árva lányok nevelésére és az 1848-49-es szabadságharc honvédeinek támogatására fordította.

## Családja
Apja Rhédey Ádám, anyja Teleki Mária, Teleki Sámuel kancellár leánya. Testvére Rhédey Mária (1811–1849), akinek férje Mikó Imre politikus. Kis-rhédei Rhédey Klaudia,  II. Erzsébet angol királynő ükanyjának unokatestvére. 
Férje: Bényei Radák István báró (Magyarbénye, 1782. szeptember 24. – Kolozsvár, 1865. augusztus 27.) 
Gyermekeik:
- Mária (férje bernátfalvi Bernát Albert, magyar királyi honvédőrnagy),
- Katalin (férje rétyi Antos János), Anna (1836 – Sárpatak, 1864. szeptember 11. férje gróf Teleki Domokos – Esküvő: 1855),
- Ádám (Marosvásárhely, 1837. szeptember 3.) a Johannita-rend lovagja, a magyar főrendiház tagja; neje gróf Lázár Olga (1843. augusztus 31.), gróf Lázár Móric és Barcsay Polyxena leánya. Esküvőjüket Megyesfalván kötötték 1864. január 20-án. Birtokai: Magyarbénye, Mikeszásza, Ózd, Sülye (Felső-Fehér vármegye), Tasnádszántó, Újfalu (Külső-Szolnok vármegye), Csudabala (Békés vármegye). Lakás: Mikeszásza vagy Magyarózd. Leányuk: Klára (Kolozsvár, 1866. július 26.); férje gróf Wenckheim Ferenc (1855. december 14.) – Esküvő: 1887.

## Életpályája
Kolozsvári házukban, amely Fő tér keleti oldalán állt, a Státusházak helyén, árva lányokat fogadott magához. 1848-ban saját kezűleg készített zászlót a honvédeknek. A szabadságharc leverése után anyagilag támogatott segítségre szoruló honvédeket, és közbenjárt bebörtönzöttek, köztük Forró Elek ezredes és Antos János alezredes szabadulásáért. 1851-ben mindketten szabadultak. Még ebben az évben Antos János feleségül vette Rhédey Klára lányát, Katalint.
Idős korában a magyarózdi kastélyban megtalálta férje ükanyja, Petrőczy Kata Szidónia (1658 körül – 1708) addig ismeretlen verses füzetét.